# Adolf Popławski
Adolf Popławski (ur. 16 czerwca 1907 w Wilnie, zm. 2 sierpnia 1982 w Sopocie) – artysta plastyk, żołnierz Armii Krajowej, katorżnik zesłany w głąb ZSRR, po powrocie do Polski pedagog.

## Rodzina
Był trzecim dzieckiem Ignacego, matematyka i fizyka, nauczyciela w gimnazjach wileńskich (im. króla Zygmunta Augusta, im. ks. Adama Czartoryskiego, SS Nazaretanek) oraz Marii z d. Banel.
Miał pięciu braci: najstarszy zginął w walkach po I wojnie światowej. Drugi z kolei zginął zesłany na Syberię w 1945. Czwarty zginął w walkach z Niemcami pod Lwowem w 1939. Piąty – Juliusz (ur. 1913) został zamordowany w Katyniu. Szósty – podobnie jak Adolf – również został zesłany i powrócił później do Polski.

## Wykształcenie
Ukończył szkołę średnią, a następnie studiował na Wydziale Sztuk Pięknych Uniwersytetu Stefana Batorego w Wilnie (od 1926). W 1932 zdał egzamin nauczycielski, a od 1935 nauczał rysunków w gimnazjum w Lidzie. Dyplom nauczyciela otrzymał w 1936, zaś artysty malarza dopiero w 1939.

## Zesłanie
Za działalność w AK został w 1945 aresztowany, osądzony i zesłany w głąb Związku Radzieckiego, gdzie przebywał jako katorżnik, co opisał we wspomnieniach 12 lat łagru. W 1956 przybył do Polski.

## Literatura
- Kołoszyńska I., Adolf Popławski. Malarz, grafik, rysownik, pedagog, "Rocznik Muzeum Narodowego w Warszawie", 30, 1986.
- Popławski A., 12 lat łagru, Paryż 1987.